# Mata Leão
Mata Leão – czwarty album zespołu Biohazard wydany w 1996 roku przez wytwórnię Warner Bros. Records.
Tytuł albumu w wolnym tłumaczeniu z języka portugalskiego oznacza „zabójcę lwów”. Jest to też określenie oznaczające duszenie w stylu walki Brazylijskie jiu-jitsu.

## Lista utworów
1. „Authority” – 2:14
2. „These Eyes (Have Seen)” – 2:39
3. „Stigmatized” – 1:51
4. „Control” – 2:50
5. „Cleansing” – 3:25
6. „Competition” – 1:49
7. „Modern Democracy” – 2:26
8. „Better Days” – 1:49
9. „Gravity” – 2:39
10. „A Lot to Learn” – 1:29
11. „Waiting to Die” – 3:06
12. „A Way” – 2:05
13. „True Strengths” – 2:34
14. „Thorn” – 3:20
15. „In Vain” – 4:04

Wszystkie utwory stworzyli Evan Seinfeld i Billy Graziadei.

## Skład zespołu
- Evan Seinfeld - śpiew, gitara basowa
- Billy Graziadei - śpiew, gitara rytmiczna, gitara prowadząca
- Danny Schuler - perkusja